# Kleinglödnitz
Kleinglödnitz ist ein Ort im Bezirk St. Veit an der Glan in Kärnten. Durch den Ort verläuft die Grenze zwischen den Gemeinden Glödnitz und Weitensfeld im Gurktal, so dass der Ort in zwei Ortschaften zerfällt: die Ortschaft Kleinglödnitz in der Gemeinde Glödnitz hat 8 Einwohner, die Ortschaft Kleinglödnitz in der Gemeinde Weitensfeld im Gurktal hat 3 Einwohner (Stand 1. Jänner 2024).

## Lage
Kleinglödnitz liegt im Westen des Bezirks St. Veit an der Glan, im Gurktal, bei der Mündung des Glödnitzbachs in die Gurk.
Der Glödnitzer Teil von Kleinglödnitz, der in der Katastralgemeinde Glödnitz liegt, umfasst die nördlich der Gurktalstraße liegenden Häuser des Orts, einschließlich des ehemaligen Gewerkensitzes. Der Weitensfelder Teil von Kleinglödnitz, in der Katastralgemeinde Linder gelegen, befindet sich südlich der Gurktalstraße. Der Pirkerhof samt Nebengebäuden ist das einzige zum Ort gehörende Objekt rechts der Gurk.

## Geschichte
Neben dem Pirkerhof befinden sich Spuren einer vermutlich hochmittelalterlichen Befestigung. Rund um Kleinglödnitz wurden Ende des 15. Jahrhunderts Türkenschanzen errichtet, Verteidigungsanlagen gegen Türkeneinfälle. 
Ab dem 16. Jahrhundert gab es nahe der Glödnitzmündung ein Hammerwerk, eine Mühle und eine Säge. Ab dem 18. Jahrhundert wurden hier Sensen produziert, im 19. Jahrhundert beschäftigte das Werk 20 bis 30 Sensenschmiede gleichzeitig. Die Sensenproduktion wurde in den 1930er-Jahren eingestellt.
In der ersten Hälfte des 19. Jahrhunderts lag der gesamte Ort im Steuerbezirk Albeck.
Bei Gründung der Ortsgemeinden Mitte des 19. Jahrhunderts kam der in der Katastralgemeinde Glödnitz gelegene Teil des Orts an die Gemeinde Glödnitz, der in der Katastralgemeinde Altenmarkt gelegene Teil des Orts kam an die Gemeinde Weitensfeld.
1893 begannen die Vorarbeiten für den Bau der Gurktalbahn. Kleinglödnitz war von 1898 bis 1968 Endstation der Bahn.
Bei der Kärntner Gemeindestrukturreform von 1973 kam der gesamte Ort Kleinglödnitz zur damals neu errichteten Gemeinde Weitensfeld-Flattnitz, bei deren Auflösung 1991 kam es wieder zur Teilung des Orts in eine Ortschaft in der Gemeinde Glödnitz und eine Ortschaft in der Gemeinde Weitensfeld im Gurktal.

## Bevölkerungsentwicklung

### Ortschaft Kleinglödnitz, Gemeinde Glödnitz
Für die Ortschaft ermittelte man folgende Einwohnerzahlen:
- 1869: 1 Haus, 57 Einwohner[4]
- 1880: 1 Haus, 51 Einwohner[5]
- 1890: 3 Häuser, 54 Einwohner[6]
- 1900: 4 Häuser, 34 Einwohner[7]
- 1910: 5 Häuser, 38 Einwohner[8]
- 1923: 6 Häuser, 48 Einwohner[9]
- 1934: 45 Einwohner[10]
- 1961: 10 Häuser, 25 Einwohner[11]
- 2001: 10 Gebäude (davon 7 mit Hauptwohnsitz) mit 10 Wohnungen; 14 Einwohner und 2 Nebenwohnsitzfälle; 9 Haushalte; 1 Arbeitsstätte, 0 land- und forstwirtschaftliche Betriebe[12]
- 2011: 8 Gebäude, 11 Einwohner, 6 Haushalte, 0 Arbeitsstätten[13]
- 2021: 11 Gebäude, 8 Einwohner, 5 Haushalte, 10 Arbeitsstätten[14]

### Ortschaft Kleinglödnitz, Gemeinde Weitensfeld im Gurktal
Für die Ortschaft ermittelte man folgende Einwohnerzahlen:
- 1869: 2 Häuser, 29 Einwohner[15]
- 1880: 1 Häuser, 24 Einwohner[16]
- 1890: 4 Häuser, 28 Einwohner[17]
- 1900: 7 Häuser, 69 Einwohner[18]
- 1910: 8 Häuser, 58 Einwohner[19]
- 1923: 7 Häuser, 42 Einwohner[20]
- 1934: 23 Einwohner[21]
- 1961: 3 Häuser, 24 Einwohner[22]
- 2001: 3 Gebäude (davon 1 mit Hauptwohnsitz) mit 3 Wohnungen; 1 Einwohner und 6 Nebenwohnsitzfälle; 1 Haushalt; 0 Arbeitsstätten, 1 land- und forstwirtschaftlicher Betrieb[23]
- 2011: 3 Gebäude, 2 Einwohner, 2 Haushalte, 1 Arbeitsstätte[24]
- 2021: 3 Gebäude, 1 Einwohner, 1 Haushalt, 0 Arbeitsstätten[25]